# Marcelo Caetano Melo
Marcelo Caetano de Melo foi um político brasileiro do estado de Minas Gerais. Foi deputado estadual de Minas Gerais durante a 9ª legislatura (1979 - 1983), pelo MDB.

Foi o primeiro líder da bancada do PMDB de Minas Gerais.ref Site da Assembléia Legislativa de Minas Gerais